# جوردن سميث (مجدف)
جوردن سميث (بالإنجليزية: Jordan Smith)‏ هو مجدف أمريكي، ولد في 31 أغسطس 1979.

## وصلات خارجية
- جوردن سميث على موقع الاتحاد الدولي للتجديف (الإنجليزية)